# La Casa Lobo (Das Wolfshaus)
La Casa Lobo (Das Wolfshaus) (Originaltitel La casa lobo, internationaler englischsprachiger Titel The Wolf House) ist ein chilenischer Horror-Stop-Motion-Animationsfilm von Joaquín Cociña und Cristóbal León, der im Februar 2018 im Rahmen der Filmfestspiele Berlin seine Premiere feierte. In Form einer Traumerzählung werden die Ängste einer jungen Frau namens María sichtbar, die in einem unheimlichen Haus unterkommt, nachdem sie aus der berüchtigten Colonia Dignidad geflohen ist. Der Film wurde vielfach ausgezeichnet, unter anderem bei der Berlinale mit dem Caligari Filmpreis.

## Handlung
Nachdem sie aus der Siedlung der deutschen Auswanderersekte Colonia Dignidad und so einer Bestrafung entkommen konnte, findet eine junge Frau namens María Zuflucht in einer Hütte im Wald im Süden Chiles. Diese wird von Schweinen bewohnt, während vor der Hütte der Wolf als permanente Bedrohung umherstreift. Auch die Hütte selbst scheint lebendig zu sein und auf Marías Gefühle zu reagieren. Sie ändert ständig ihre Form und Größe, Möbel tauchen auf und verschwinden, und die Schweine verwandeln sich langsam in Menschen mit Händen und Füßen, einem Jungen und einem Mädchen mit Namen Pedro und Ana. Marías Zuflucht verwandelt sich in eine albtraumhafte Welt, während sie selbst zunehmend ihre feste Gestalt verliert.

## Produktion
„Wir wollten mit La casa lobo einen Film machen, der permanent auseinanderfällt und sich dann selbst wieder zusammensetzt. Wir mögen das Organische, Zufällige, Flüchtige, das sich ständig Entwickelnde im Gegensatz zum Präzisen, Kontrollierten und Definierten. Wir versuchen uns vorzustellen, dass alles Material ist und deshalb transformiert, montiert und durcheinandergebracht werden kann; nicht nur die Objekte, die Umgebung, die Körper, sondern auch die Ästhetik und die Geschichte.“

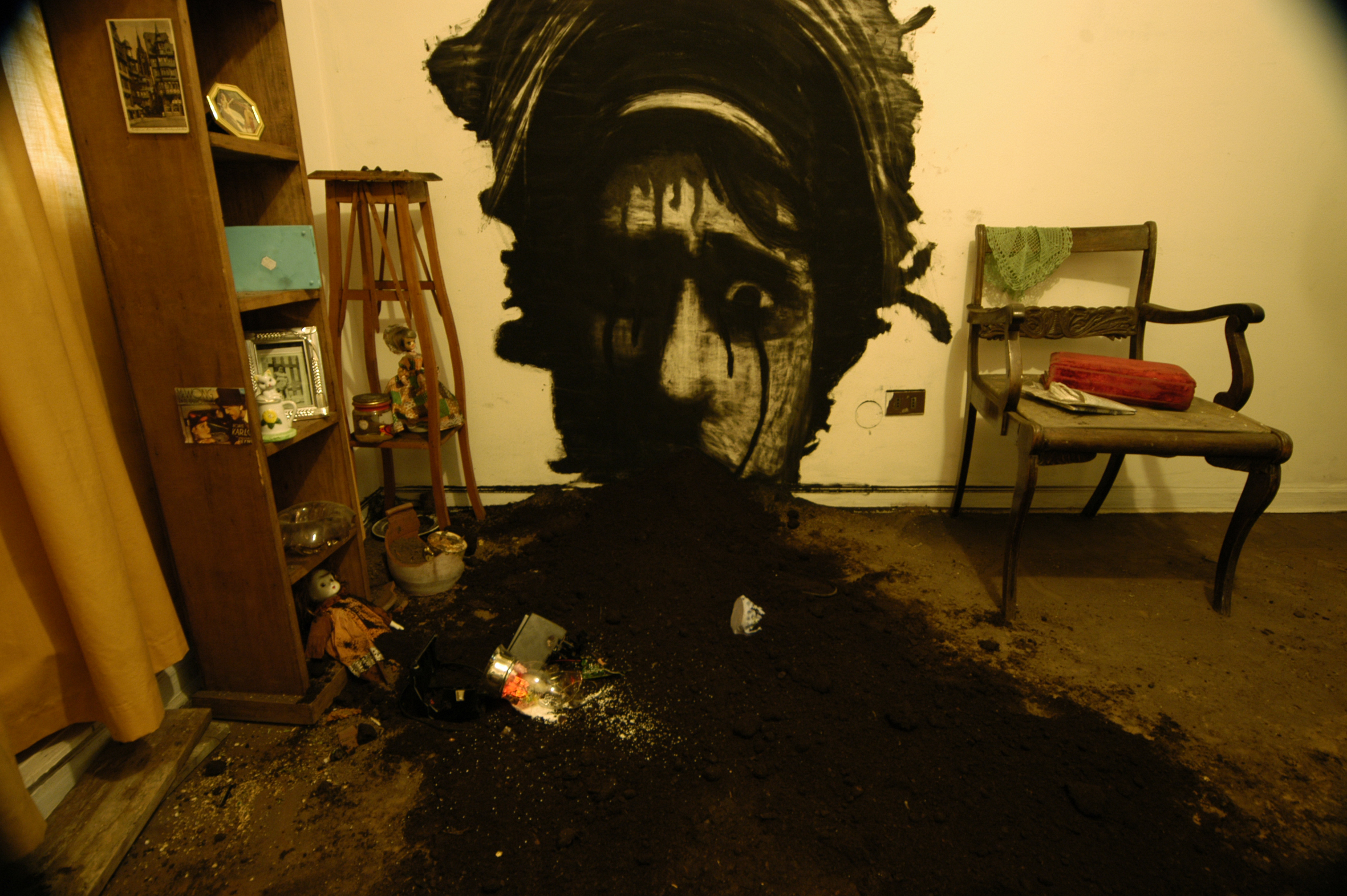
Die Künstler Cristóbal León und Joaquín Cociña arbeiten seit 2007 zusammen (im Bild eines ihrer gemeinsamen Projekte) und studierten beide an der Pontificia Universidad Católica de Chile

Regie führten Cristóbal León und Joaquín Cociña, die auch gemeinsam mit Alejandra Moffat das Drehbuch schrieben. Beide wurden 1980 geboren, León in Santiago, Cociña in Conceptión, und studierten gemeinsam Design und Kunst an der Pontificia Universidad Católica de Chile in Santiago. León studierte zudem Kunst und Medien an der Universität der Künste Berlin. 2007 gründeten beide gemeinsam mit Niles Atallah in Santiago die Produktionsfirma Diluvio und arbeiten seither zusammen. Sie realisierten mehrere Kurzfilme, die internationale Preise gewonnen haben, so im gleichen Jahr Lucía und im darauffolgenden Jahr Luis.  Bei La Casa Lobo (Das Wolfshaus) handelt es sich um ihren ersten abendfüllenden Film. La Casa Lobo (Das Wolfshaus) stellt den Abschluss eines Dreiteilers dar, der Kindheitsängste und Horrorelemente in Kindermärchen erforscht, hier anhand des Phänomens Colonia Dignidad.
León hatte 2011 während seines Aufenthaltes in Deutschland die Idee zu der Geschichte, die sie später gemeinsam zu Ende schrieben. Insgesamt dauerte die Produktion vier oder fünf Jahre. Schon vorher hatten die Regisseure Themen zur Diktatur behandelt und Interesse daran, die Konzentration des Bösen an isolierten Orten zu erörtern. In Verbindung mit der chilenischen Vorliebe für die deutsche Kultur habe sie das zum Thema Colonia Dignidad geführt. Die von der Außenwelt abgeschottet lebenden Sekte, die 1961 von Deutschen im Süden von Chile gegründet wurde, war berüchtigt wegen der Schreckensherrschaft ihres Anführers Paul Schaefer und wegen dessen enger Zusammenarbeit mit dem Pinochet-Regime.
Die Dreharbeiten zu La Casa Lobo (Das Wolfshaus) fanden zu einem Großteil im Rahmen einer Ausstellungsreihe in Museen und Galerien statt, darunter die Upstream Gallery in Amsterdam, Kampnagel beim Hamburg Sommer Festival, im Museo de Arte Moderno de Buenos Aires in Argentinien, in der Casa Maauad in Mexiko-Stadt und in mehreren Galerien und Museen in Santiago de Chile, wie dem Museo Nacional de Bellas Artes im Rahmen der Medienbiennale. Der Film entstand Bild für Bild mithilfe der Digitalfotografie.
Der Film feierte am 22. Februar 2018 im Rahmen der Filmfestspiele Berlin seine Premiere, wo er im Forum gezeigt wurde. Im Juni 2018 erfolgte eine Vorstellung beim Festival d’Animation Annecy, im September 2018 beim Festival Internacional de Cine de San Sebastián. Am 1. November 2018 kam er in die chilenischen Kinos.

## Rezeption

### Kritiken
Der Film wurde von 96 der bei Rotten Tomatoes erfassten Kritiker positiv bewertet und erhielt 7,9 von möglichen 10 Punkten. Auf Metacritic erhielt der Film einen Metascore von 86 von 100 möglichen Punkten.

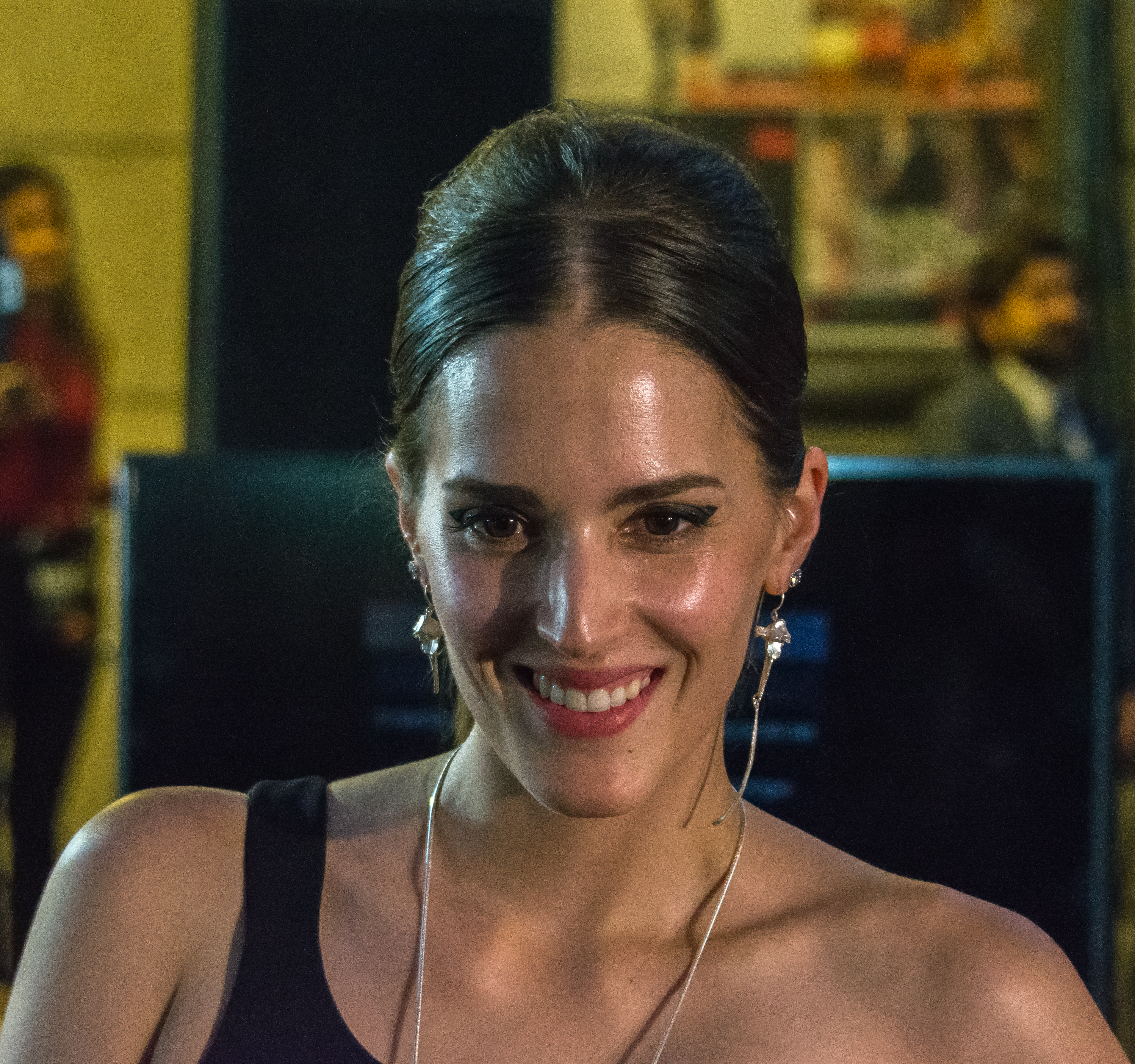
Amalia Kassai, die Originalstimme von María

Steven Scaife vom Slant Magazine schreibt in seiner Kritik, wenn der Film ruckelt und künstlich wirkt, diene dies nur der Verbesserung dieser Atmosphäre einer bizarren Unwirklichkeit. Vieles in The Wolf House fühle sich dabei wie eine halluzinatorische, außerkörperliche Erfahrung an. Die Regisseure Cristóbal León und Joaquín Cociña verwendeten ein ganzes Haus als Leinwand für ihre erstaunliche Kunstfertigkeit und mischten Skulpturen und Gemaltes mit lebensgroßen Objekten. Sie zeigten einen Zustand der Existenz, der sich ständig zu verändern scheint, so wenn María eins mit den Wänden werde und sich dann wieder aus diesen löse oder die Schweine ihre Erscheinungsformen völlig veränderten. So sei der Film auch eine faschistische Parabel, der die wechselnden Launen der Machthaber durch einen unheimlichen, sich ständig verändernden Kunststil und als eine Allegorie darstellt. So werde auch der von der Colonia Dignidad und Augusto Pinochets totalitärem Regime ausgehende Terror abstrahiert, der ansonsten im Film unausgesprochen bleibe, damit aber auch Marías Leben in dieser Diktatur.
Margarete Wach vom Filmdienst beschreibt den Film als ein Reigen aus Geschichten, die aufeinander aufbauen, zugleich aber ineinander verschachtelt bleiben, mit Figuren, Objekten und Materialien, die sich in einem permanenten Wandel befinden. Der Puppenfilm, der wie ein Märchen beginnt, aber den Horror und Schrecken einer Sekte einzufangen versucht, entwickele eine  Sogwirkung, deren man sich kaum entziehen kann. Statt einer rationalen Ergründung einer ebenso realen wie monströsen Episode aus der jüngeren Geschichte Chiles liefere der Film eine mäandernde Traumerzählung, die die Ängste einer jungen Frau in düster-märchenhafte Bildsequenzen umsetzt, so Wach.

### Auszeichnungen (Auswahl)
Boston Society of Film Critics Awards 2020
- Auszeichnung als Bester Animationsfilm[10]

Chicago Film Critics Association Awards 2020
- Nominierung als Bester Animationsfilm[11]

Festival d’Animation Annecy 2018
- Auszeichnung als Bester Spielfilm – Jury Distinction (Cristóbal León und Joaquín Cociña)

Festival Internacional de Cine de San Sebastián 2018
- Nominierung in der Sektion Zabaltegi-Tabakalera (Cristóbal León und Joaquín Cociña)

Florida Film Critics Circle Awards 2020
- Nominierung als Bester Animationsfilm[12]

Internationale Filmfestspiele Berlin 2018
- Auszeichnung mit dem Caligari Filmpreis (Cristóbal León und Joaquín Cociña)

Mar del Plata Film Festival 2018
- Nominierung als Bester lateinamerikanischer Film (Cristóbal León und Joaquín Cociña)

Online Film Critics Society Awards 2021
- Nominierung als Bester animierter Spielfilm[13]